# 片山一夫
片山一夫（かたやま かずお）は、日本の財務官僚。

## 来歴
神戸市出身。灘高等学校を経て、1983年東京大学法学部第1類（私法コース）卒業、大蔵省入省（理財局総務課）。1993年主計局主計官補佐（総理府第二係主査）。1994年近畿財務局理財部次長。2008年財務省大臣官房政策金融課長。2009年東北財務局長。2015年7月大阪税関長。2017年7月横浜税関長。2020年弁護士登録。

## 略歴
- 1983年：東京大学法学部第1類（私法コース）卒業[3]、大蔵省入省[5]。
- 1984年：英国留学。
- 1986年：ロンドン大学（LSE）経済学修士課程修了[6]。
- 1989年：関税局監視課長補佐（総括）[4]。
- 1990年：厚生省生活衛生局水道環境部環境整備課長補佐[4]。
- 1992年：主計局法規課長補佐（第七係）[4]。
- 1993年：主計局主計官補佐（総理府第二係主査）[4]。
- 1994年：近畿財務局理財部次長[5]。
- 1996年：大臣官房文書課長補佐（参事官室）。
- 1997年：大臣官房文書課長補佐（審議官室）。
- 1999年：金融監督庁長官官房総括企画官[5]。
- 2000年：日本貿易振興会コペンハーゲン事務所長[5]。
- 2007年：財務省理財局国債企画課長[5]。
- 2008年：大臣官房政策金融課長[5]。
- 2009年：東北財務局長[5]。
- 2010年：日本電産取締役専務執行役員付統括部長法務部担当（官民人事交流）[5][7]。
- 2012年：預金保険機構金融再生部長[5]。
- 2013年：内閣官房内閣審議官兼拉致問題対策本部事務局審議官、内閣府大臣官房審議官（拉致被害者等支援担当）兼財務省大臣官房付[5][8]。
- 2015年：大阪税関長[5]。
- 2016年：関東信越国税不服審判所長。
- 2017年：横浜税関長[5]。
- 2018年：国税不服審判所次長[5]。
- 2019年：TKS顧問、日本生命保険顧問[5]。
- 2020年：渥美坂井法律事務所・外国法共同事業客員弁護士[5]。